# Otto von Dandl
Otto Ritter von Dandl (Straubing, Bajor Királyság 1868. május 13. – 1942. május 20.) bajor jogász és politikus.

## Élete
1886-ban érettségizett le, és abban az évben, Münchenben kezdte el tanulmányait a jogtudomány területén, amit 1890-ben sikeresen elvégzett. Abban az évben, Regensburgban gyakornok jogász lett.
1896-ban hivatali bíróként a müncheni hivatali bíróságon állást talált és 1897-től 1912-ig a bajor igazságügyi minisztérium hivatalnoka volt, ahol ő először segédreferensként és azt követően referensként tevékenykedett. Hivatalnoki életpályája alatt 1900-tól 1911-ig tagja volt a tartományi bírói tanácsnak, a főügyészségnek, a kormánytanácsnak, a főkormánytanácsnak, a miniszteri tanács, 1911-ben államtitkár lett. 1906-tól 1911-ig a régens titkos kancelláriájában szolgált.
1912 decemberében III. Lajos király az államtanács tagjává és kabinetfőnökévé nevezte ki. 1917-ben átvette a királyi ház körüli és külügyi államminiszter hivatalával a miniszterelnökséget. Ugyanabban az évben a Bundesrat meghatalmazottjaként további feladatokat is elvállalt. A Bajor Szabadállam kikiáltásával 1918. november 8.-án leváltották.
1919-ben a würzburgi tartományi pénzügyi hivatal elnöke lett. 1919-től 1933-ig a müncheni tartományi pénzügyi hivatalt vezette. 1933 szeptemberében nyugdíjba vonult.
Szülővárosában egy utcát róla neveztek el.